# Unihockey Igels Dresden
Die Unihockey Igels Dresden ist eine deutsche Floorball-Mannschaft aus Dresden in Sachsen. Die Herrenmannschaft spielt in der Floorball-Bundesliga. Die zweite Herrenmannschaft in der Regionalliga Ost. Ebenso nehmen eine Herren Kleinfeld und U17 KF-Mannschaft am Spielbetrieb teil.

## Geschichte
Aus einer Schul-AG der 128. Mittelschule, die seit 1996 bestand, folgte 1999 die Abteilungsgründung beim Dresdner Schulsportverein. Diese zählte ein Jahr später bereits 74 Mitglieder. In den Jahren darauf nahm der Verein vor allem mit einigen Jugendmannschaften am Spielbetrieb teil.
2004 wurden dann die Unihockey Igels Dresden als erster Dresdner Unihockeyverein gegründet, um eigenständig größere Projekte aufstellen zu können.
2005/06 spielten die Igels in der 2. Bundesliga. In jener Saison fand auch ihr erster Herren-Heimspieltag vor 250 Zuschauern in der Mehrzweckhalle Bodenbacher Straße statt. 2006/07 gingen die Igels mit einer Damen-Mannschaft in der Damen-Bundesliga an den Start. 2008 wurde die U17 deutscher Meister.
2009 verließ die Damenbundesligamannschaft den Verein und schloss sich als Abteilung dem SSV Heidenau an. Bis Ende 2011 konnte man allerdings einen großen Zuwachs verzeichnen und wieder die 100-Mitglieder-Grenze überschreiten. Die Herren konnten, nachdem sie 2008/09 noch in der Aufstiegsrelegation gescheitert waren, zwei Jahre später als Meister der Süd-Ost-Staffel und nach den Siegen gegen den TV Lilienthal und UHC Döbeln 06 den Titel des Zweitligameisters sichern. In der Aufstiegsrelegation stiegen die Igels dann nach einem 5:8 und 8:2 gegen den SC DHfK Leipzig in die 1. Bundesliga auf.
Neben dem ersten Jahr in der Bundesliga konnte man sich für das final4 in Hamburg qualifizieren. Dort verlor man dann im Halbfinale gegen den späteren Pokalsieger UHC Sparkasse Weißenfels. Sportlich blieben die Igels bis zur Saison 2014/15 in der Bundesliga, wobei man aber nie die Playoffs erreichte. Der Verein zog sich 2015 nach erfolgreichen Play-downs noch freiwillig aus der 1. Bundesliga zurück und stieg somit wieder in die 2. Bundesliga ab. Der direkte Wiederaufstieg im Folgejahr scheiterte in den Play-offs im Halbfinale gegen TV Eiche Horn Bremen mit 11:7,	4:7 und 3:6.
In der Saison 2021/22 konnte man in der 2. Floorball Bundesliga Ost 35 von möglichen 36 Punkten einfahren und qualifizierte sich somit als Tabellenerster für die Play-offs. In den Playoffs konnte man ohne eine einzige Niederlage, den Wiederaufstieg in die 1. Floorball Bundesliga feiern.

## Erfolge
Herren:
- Zweitligameister 2011 und 2022
- Aufstieg in die 1. Bundesliga 2011 und 2022
- Halbfinale FD-Pokal 2012
- Vizemeister Regionalligameisterschaft Ost 2022/2023 2. Herrenmannschaft

Junioren
- Vizemeister U19-Junioren 2006
- Meister U17-Junioren Kleinfeld 2008 und 2022
- Vizemeister U15-Junioren 2013 und 2014